# アミー

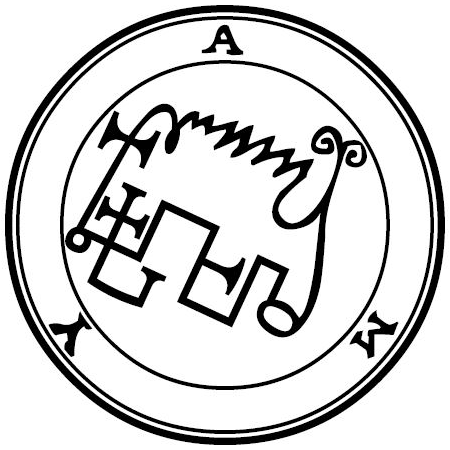
『ゴエティア』に記されたアミーのシジル

アミー（Amy）は、悪魔学における悪魔の一人。アウナス（Avnas）とも呼ばれる。

## 概要
『ゴエティア』によると、36の軍団を率いる序列58番の地獄の大総裁。かつては天使および能天使の位階に属していたという。
『ミュンヘン降霊術手引書』ではハンニ（Hanni）という名前で登場しており、30の軍団を率いる大総裁であるという。
最初燃え上がる炎の形で現れるが、しばらくすると手に長槍と生首を持った魅力的な人間の男性の姿を採る。人間の魂の生命力と引き替えに占星術や教養学に驚異的に習熟させてくれる。他に優れた使い魔を与えてくれたり、精霊によって隠されている財宝をもたらしてくれるとされる。『ミュンヘン降霊術手引書』によれば、権力者や君主たちからの恩寵も授けてくれるともいう。「欺瞞」・「裏切り」・「悪意」・「誹謗」などの悪事を司り、敵陣営に疑いの種を撒いたり、流言飛語を飛ばすのを得意とする。
『悪魔の偽王国』によると、1200年の後に第七天に復帰することを望んでいるとのことだが、信頼性に乏しい話であるという。